# Willem Blaeu
Willem Janszoon Blaeu (1571, Uitgeest nebo Alkmaar – 21. října 1638, Amsterdam), známý též pod zkráceným jménem Willem Blaeu, byl nizozemský kartograf, tvůrce atlasů a spisovatel.

## Biografie
Willem Janszoon Blaeu patřil k nejuznávanějším nizozemským kartografům na začátku 17. století. Narodil se ve městě Alkmaar v roce 1571. Jméno Willem Janszoon bylo velmi běžné, jen v tiskařském odvětví bylo kolem roku 1610 v Amsterdamu pět tiskařů s tímto jménem. O jeho dětství není nic známo. V raném věku se vydal do Amsterdamu, kde našel zaměstnání nejprve v domě nizozemského kupce a později jako učedník tesaře. Není však jisté, kdy se rozhodl Amsterdam opustit a co, ho přimělo navštívit ostrov Hven (Hveen), který tehdy patřil k Dánsku, nyní patřící Švédsku. Pohnutky k této cestě souvisely s jeho zájmem o matematiku, geografii a astronomii. Na tomto ostrově navázal úzký vztah se slavným dánským astronomem Tychem Brahem, které zde roku 1576 založil svou observatoř na hradě Uranienborg. Téměř čtvrt století bylo toto místo jedním z nejvýznamnějších center v Evropě pro studium astronomie. Dochovalo se jen málo přímých informací o Blaeuově pobytu v Uranienborgu.  Zdá se však jisté, že u Tycha Braha strávil nejméně dva roky, přičemž se věnoval studiu a konstrukcím matematických a astronomických nástrojů. Na konci roku 1596 nebo na začátku roku 1597 se Blaeu vrátil do Amsterdamu, kde začal pracovat jako výrobce matematických přístrojů, map, glóbů a také jako rytec a tiskař. Velké objevitelské cesty posunuly vědu o navigaci vpřed, což vedlo k naléhavé potřebě astronomických přístrojů k určování polohy lodí na moři. 

## Životní dílo
Jeho první globus pochází z roku 1599. Poledníky a rovnoběžky byly zakresleny v intervalech deseti stupňů, přičemž nultý poledník prochází ostrovem Santa Maria. Tento glóbus obsahuje věnování Spojeným nizozemským provinciím. V samostatných nápisech dále upozornil na velké geografické objevy (např. Kryštofa Kolumba, Ameriga Vespucciho, Ferdinanda de Magalhãese). Všechny legendy jsou napsány latinsky, kromě zmínek o objevech nizozemských mořeplavců, které byly uvedeny v nizozemštině. O tři roky později vydal zemský a nebeský glóbus, každý o průměru 23 centimetrů. Své dílo věnoval třem nizozemským provinciím – Holandsku, Zélandu a Západní Frísku. Vzhledem k málo dochovaným exemplářům těchto globů, se předpokládalo, že vydal velmi omezený počet kusů. Blaeu se také zaměřil na námořní kartografii. V roce 1605 získal patent na „Nieuw Graetbouck“ – tedy nový námořní almanach založený na hvězdných souřadnicích Tycho Braha a na astronomických konstantách. Téhož roku se přestěhoval do nových prostorů Damraku, kde se tehdy soustředila většina amsterdamských knihkupců a kartografů, přičemž zde zřídil tiskárnu a vydavatelství. Následujícího roku navrhl mapu určenou speciálně pro kartografy, kterou nazval „Nywe Paskaerte“. V roce 1633 částečně kvůli tvrdé konkurenci oznámil svůj záměr vydat nový „Novus Atlas“ ve dvou svazcích, na kterém se podílel i jeho syn Joan Blaeu. S jeho pomocí byl dokončen v roce 1635.

## Závěr života
Kromě své vydavatelské činnosti se nadále věnoval vědeckým aktivitám, jejichž výsledky využíval k vylepšování svých map a příruček. Téhož roku byl jmenován oficiálním kartografem pro Nizozemskou východoindickou společnost. V té době patřil Amsterdam k jedním z nejbohatších obchodních měst Evropy a zároveň centrem bankovnictví. Willem Blaeu zemřel 21. října 1638. Po jeho smrti Joan pokračoval v otcových šlépějích. V roce 1655 Joan dokončil velkolepý projekt svého otce šestým a závěrečným svazkem Atlas Novus a v roce 1662 vytvořil nejobsáhlejší světový atlas všech dob zvaný Atlas Maior. Nicméně dne 28. února 1672 Blaeuova tiskárna byla zničena požárem. Tato katastrofa byla ranou, ze které se Blaueův slavný vydavatelský dům již nikdy nevzpamatoval.

## Ukázka z díla

Nova totius terrarum orbis geographica ac hydrographica tabula, 1635
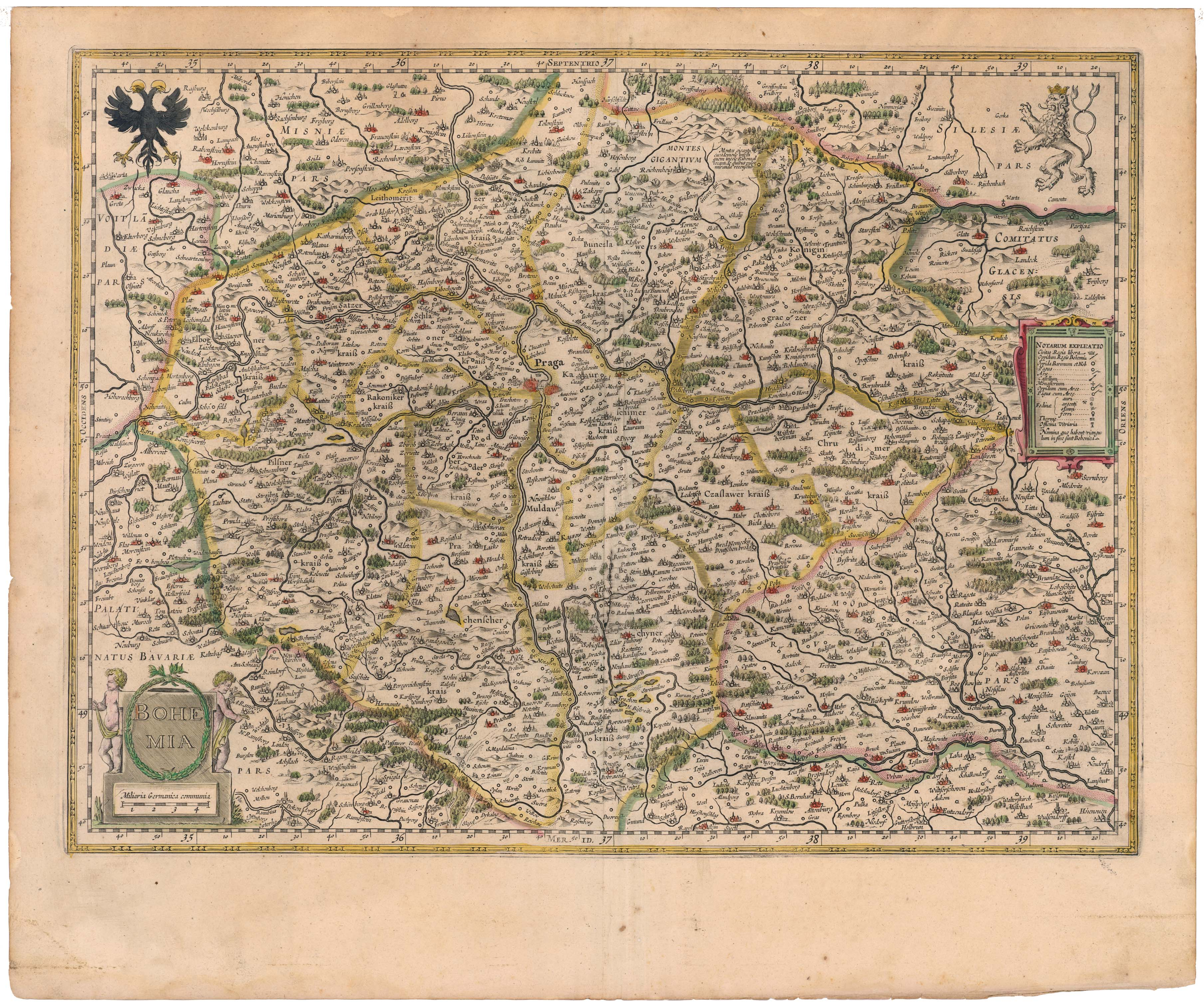
Mapa Čech, 1645 (autorem jeho syn)
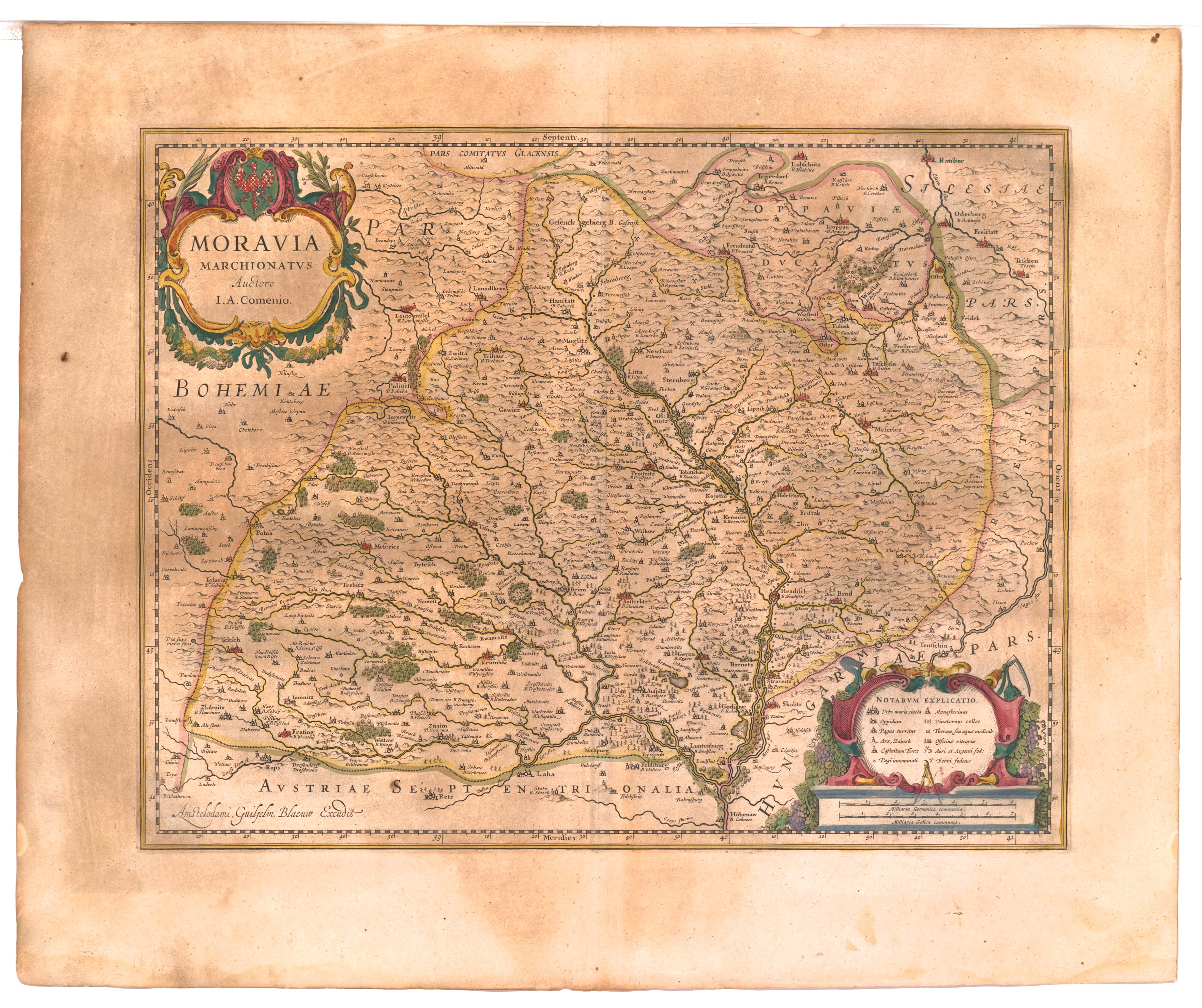
Mapa Moravy, 1645 (autorem jeho syn)
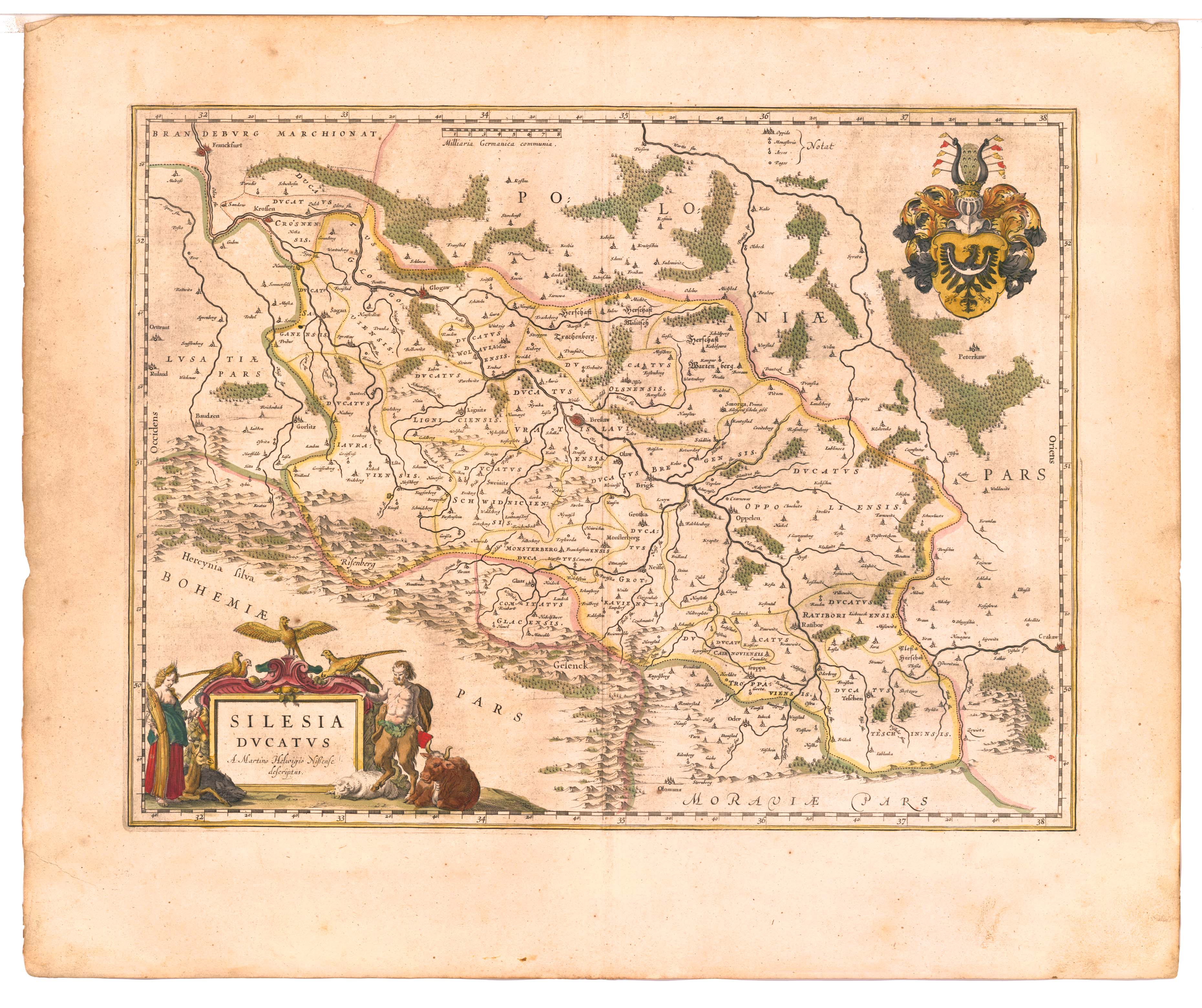
Mapa Slezska, 1645 (autorem jeho syn)